# Supercoppa d'Islanda 2022
La Meistarakeppni karla 2022 è la 50ª edizione di tale competizione. Si è disputata il 10 aprile 2022 a Reykjavík. La sfida ha visto contrapposte Víkingur, vincitore del campionato e della coppa nazionale, e Breiðablik, secondo classificato nel campionato. Il KR Reykjavík era la squadra campione in carica. Il Víkingur ha conquistato il trofeo per la terza volta nella sua storia.

## Le squadre
| Squadre    | Qualificazione                                             | Partecipazioni precedenti (il grassetto indica la vittoria) |
| ---------- | ---------------------------------------------------------- | ----------------------------------------------------------- |
| Víkingur   | Vincitrice della Úrvalsdeild 2021 e della Bikar karla 2021 | 5 (1972, 1982, 1983, 1992, 2020)                            |
| Breiðablik | Seconda classificata nella Úrvalsdeild 2021                | 2 (2010, 2011)                                              |

## Tabellino
| Arbitro: | Þorvaldur Árnason |

|               |           |  |
| Agnarsson 23’ | Marcatori |  |